# 1623 en santé et médecine
| Années de la santé et de la médecine : 1620 - 1621 - 1622 - 1623 - 1624 - 1625 - 1626    |
| Décennies de la santé et de la médecine : 1590 - 1600 - 1610 - 1620 - 1630 - 1640 - 1650 |

## Événements
- Novembre : au Portugal, « la Couronne introduit […] plusieurs règles qui conditionnent les prescriptions médicales, donnant un signe clair qu’elle accompagn[e] le développement de la profession[1] ».
- À Rome où sévit la malaria, huit cardinaux meurent dans les deux semaines qui suivent la fin d'un conclave au cours duquel le pape élu, Urbain VIII, a lui-même contracté la maladie[2].
- Fondation de l'hôpital Saint-Roch près de Lunesse, sur l'actuelle commune de Soyaux, à l'emplacement d'une maladrerie créée par Girard II, évêque d'Angoulême à partir de 1101 ou 1102[3].
- Sur ordre du Parlement, qui leur ordonne depuis 1590 de rédiger « un dispensaire […] que les apothicaires à Paris doivent tenir en leurs boutiques », les docteurs de la Faculté commencent à travailler au Codex medicamentarius, qu'ils n'achèveront qu'en 1637[4].
- Construction, à Primolano (it), en Vénétie, d'un « lazzaretto per la quarantena delle merci », entrepôt de quarantaine pour les marchandises en provenance d'Allemagne[5].

## Publications
- Aleixo de Abreu, médecin portugais, publie son « Traité des sept maladies » (Tratado de las siete enfermedades[6]), « premier livre de médecine tropicale[7] ».
- Juan Carlos Amat (de) (1572-1642), médecin de Monistrol de Montserrat, en Catalogne, publie ses Fructus medicinae, « Fruits de la médecine, tirés de Galien[8] ».
- Johannes Assuerus Ampzing (de), professeur de médecine à Rostock, donne son De morborum differentiis liber[9], ainsi qu'un essai  « sur les maladies des cheveux et des poils » (Hectas affectionum capillos et pilos humani corpori infestantium) dont les deux premiers chapitres, De Alopecia et Ophiasi, sont repris d'une thèse de 1616[10].
- Gaspard Bauhin (1560-1624), médecin et botaniste suisse, fait paraître à Bâle son Pinax teatri botanici, ouvrage sur les plantes dont la nomenclature influencera ses successeurs, parmi lesquels Linné[11].
- Jean Benoît, médecin et professeur de grec au Collège royal fait paraître un « Examen ou censure de la pharmacopée récemment publiée par François Dissaudeau[12],[13] ».
- Michel Bouteroue fait paraître son ouvrage sur les maladies fébriles[14].
- Sous le titre de Promachomachia iatrochymica, Francesco Brusco, archiatre de Ferdinand, duc de Mantoue, consacre un ouvrage à la défense de la chimiatrie[15].
- Johann Ernst Burggrav, alchimiste, médecin de la ville de Simmern, publie une Introductio in vitalem philosophiam[16].
- Jean-Baptiste de Cabias (1588-1643 ?), docteur en médecine, publie son ouvrage sur « les merveilles des bains d'Aix en Savoie[17] ».
- Jacobus Caranta, docteur en médecine, fait paraître trois essais en un volume : le premier sur l'or médicamenteux, un autre sur la nature de la vision oculaire et le dernier sur la morsure des chiens enragés[18].
- Laurent Catelan (1568 ? – 1647), apothicaire à Montpellier, fait paraître deux traités, l'un sur les eaux distillées[19], l'autre sur le bézoard[20].
- François Citois (1572-1652), médecin de Louis XIII et de Richelieu, fait paraître son Avis sur la nature de la peste et sur les moyens de s'en préserver et guérir[21].
- Ezio Cleti, médecin de Segni, publie sa thèse de médecine sur le chalcanthe ou « noir de cordonnier[22] » (De chalcantho medica disputatio[23]).
- Publication à Paris d'un traité intitulé De la peste, de ses préservatifs et remèdes, et dédié « par Mr. D. F » à Jean Héroard[24].
- François Dissaudeau, médecin helléniste, fait paraître à Saumur sa pharmacopée, « Livre traitant des médicaments tant simples que composés[13] », suivi de sa « Réponse au babillage critique  de Jean Benoît[12] ».
- Robert Fludd (1574-1637), médecin, astrologue et physicien anglais, paracelsien et rosicrucien,  fait paraître son « Amphihéâtre d'anatomie » (Anatomiae amphitheatrum) à Francfort, chez Jean-Théodore de Bry[25].
- Antonio Fonseca, médecin lisboate établi à Rome, publie un traité sur l'épidémie qui a touché les armées du roi d'Espagne Philippe III, dans le Palatinat du Rhin deux ans auparavant[26].
- Théophile Gelée († 1650), médecin ordinaire de la ville de Dieppe, publie son Anatomie françoise[27],[28] qui connaîtra un grand nombre d'éditions au XVIIe siècle[29].
- Matthias Glandorp (de) (1595-1636[30]), médecin de la ville de Brême, publie une méthode de traitement chirurgical de la paronychie, inflammation des tissus périunguéaux[31],[32].
- Philibert Guybert (c.1579-1633), médecin parisien, publie son Médecin charitable, qu'il fera suivre en 1625 d'un Apothicaire charitable, les deux œuvres devant être rééditées près de soixante fois jusqu'en 1678[33],[34].
- Guy de La Brosse (1589-1641), botaniste et médecin français, fondateur du Jardin du roi, publie un Traité de la peste, avec les remèdes préservatifs[35].
- Charles Le Pois (1563-1633), médecin d'Henri le Bon, duc de Lorraine, et professeur à Pont-à-Mousson, publie un traité sur les maladies dysentériques[36].
- Sous le titre de Regime de vivre pour la conservation de la santé du corps[37], traduction française par Sébastien Hardy de l'Hygiasticon (1613[38]) du théologien jésuite Lenaert Leys (1554-1623[39]).
- Giovanni Manelfi, médecin romain, fait paraître un essai sur les fièvres : Prognostica in febribus[40].
- Johann Neander (1596 ? – 1630 ?), surtout connu pour son ouvrage sur le tabac, paru l’année précédente 1622[41], publie une histoire de la médecine qu'il intitule Antiquissimae et nobilissimae medicinae natalitia sectae[42].
- Filippo Savona, médecin de Palerme, publie ses Decisiones medicinales quo ad diagnosim et prognosim (« Décisions médicales concernant le diagnostic et le pronostic[43] »).
- Lorenzo Romeo, citoyen de Tortose, publie l'un des premiers ouvrages dénonçant l'abus de la saignée[44],[45].
- Tobias Venner (en) (1577-1660), médecin à Bath, dans le comté du Somerset, fait paraître la deuxième partie de sa  Via recta ad vitam longam, manuel de santé dont il a publié la première partie l'année précédente 1622[46].
- Publication à Paris, chez Joseph Bouillerot, d’un Trésor des secrets et préservatifs merveilleux contre la peste[47].
- Parution à Paris d'un petit traité sur la Germandrée d'eau, composé d'extraits de Galien, Dioscoride, Pline, Mattioli, Dodoens et Leonhart Fuchs, suivis de conseils du compilateur sur le traitement préventif et curatif de la peste[48].

## Personnalité
- Fl. Clemenceau, médecin à Nantes, ancêtre de l'homme d’État français Georges Clemenceau[49].

## Naissances
- 26 mai : William Petty (mort en 1687), médecin, chirurgien, anatomiste et épidémiologiste anglais, polymathe surtout connu comme précurseur de la science économique[50].
- 26 août : Johann Sigismund Elsholtz (en) (mort en 1688), médecin, botaniste et chimiste allemand[51].
- 1er septembre : Caspar Schamberger (mort en 1706), chirurgien allemand[52],[53].
- 23 septembre[54] : Georg Balthasar Metzger (en) (mort en 1687), professeur de médecine et de physique allemand[55].
- Johannes Schmiedt (de) (mort en 1690), médecin polonais[56].
- Pierre Vattier (mort en 1667), médecin et orientaliste français, professeur d'arabe au Collège royal et traducteur d'Avicenne[57].

## Décès
- 15 avril : Michel Seguin (né à une date inconnue), docteur de la faculté de médecine de Paris et professeur au Collège royal, fils de Pierre Ier Seguin, et frère cadet de Pierre II[58].
- 23 juin : Reinier De Bondt (de) (né en 1576), médecin flamand[59].
- Brice Bauderon (né en 1540), médecin français, auteur, en 1588, d'une importante Pharmacopée[60].
- Johann Grasshoff (né vers 1560), alchimiste et juriste poméranien, conseiller médical d'Ernest de Bavière[61].
- Francisco Sanches (né vers 1540), philosophe et médecin portugais[62].
- Gaspard Uzille (né à une date inconnue), docteur en médecine, ancien de l'église de La Moussaye à Plénée-Jugon, en Bretagne[63].
- Après 1623 : Jacques Ferrand (né vers 1575), médecin français[64], connu par son « traité sur l'essence et la guérison de la mélancolie amoureuse » (1610[65]).

## Iconographie
- « Enseigne d'apothicaire en 1623 », Histoire des sciences médicales, 1975.— Copie d'une enseigne, détruite pendant la Dernière Guerre au Collège des chirurgiens de Londres, qui représentait un médecin, un chirurgien et peut-être un apothicaire[67],[68]. .